# Mike Fenner
Mike Fenner (né le 24 avril 1971 à Berlin) est un athlète allemand spécialiste du 110 mètres haies. 

## Carrière

### Palmarès
| Année | Compétition                    | Lieu     | Résultat | Epreuve     | Performance |
| ----- | ------------------------------ | -------- | -------- | ----------- | ----------- |
| 1994  | Championnats d’Europe en salle | Paris    | 3e       | 60 m haies  | 7 s 58      |
| 1994  | Championnats d’Europe          | Helsinki | 5e       | 110 m haies | 13 s 53     |
| 1998  | Championnats d'Europe en salle | Valence  | 3e       | 60 m haies  | 7 s 58      |
| 1998  | Championnats d'Europe          | Budapest | 7e       | 110 m haies | 13 s 38     |
| 2002  | Championnats d'Europe          | Munich   | 5e       | 110 m haies | 13 s 39     |
| 2003  | Coupe d'Europe en salle        | Leipzig  | 1er      | 60 m haies  | 7 s 68      |
| 2006  | Coupe d'Europe en salle        | Liévin   | 2e       | 60 m haies  | 7 s 69      |

### Records
| Épreuve          | Performance | Lieu       | Date        |
| ---------------- | ----------- | ---------- | ----------- |
| 110 mètres haies | 13 s 17     | Leverkusen | 9 août 1998 |

| Épreuve         | Performance | Lieu      | Date           |
| --------------- | ----------- | --------- | -------------- |
| 60 mètres haies | 7 s 50      | Stuttgart | 7 février 1999 |